# Base Mémoire
Die Base Mémoire ist eine Datenbank des französischen Kulturministeriums, die eine umfangreiche Sammlung von Fotografien und anderen grafischen Materialien zum kulturellen Erbe Frankreichs enthält. Die Datenbank wurde 1995 erstellt und 1996 online zugänglich gemacht. Sie wird regelmäßig aktualisiert und umfasst über zwei Millionen Einträge.
Die Base Mémoire enthält Fotografien, die von der Médiathèque de l’architecture et du patrimoine sowie den regionalen Diensten des Inventaire général du patrimoine culturel und den Konservatoren für Antiquitäten und Kunstobjekte gesammelt wurden.
Die Datenbank ist in sechs Hauptbereiche unterteilt, die separat oder gleichzeitig durchsucht werden können. Dazu gehören:
- Médiathèque de l’architecture et du patrimoine (MAP): Bilder aus den Sammlungen der MAP.
- Inventaire général (IVR): Bilder aus den Beständen der regionalen Dienste des Inventaire général.
- Archéologie (ARCH): Bilder der regionalen Archäologiedienste.
- Conservations des antiquités et objets d’art (CAOA): Bilder der Konservatoren für Antiquitäten und Kunstobjekte.
- Monuments historiques (CRMH): Bilder der regionalen Denkmalschutzbehörden.
- Architecture et du patrimoine (UDAP): Bilder der Abteilungen für Architektur und Kulturerbe auf Departementebene.

Benutzer können die Datenbank nach verschiedenen Kriterien durchsuchen, einschließlich spezifischer Referenznummern, INSEE-Codes (für Gemeinden) und anderer Datenfelder. Die Datenbank ist über die Plattform POP (Plateforme Ouverte du Patrimoine) und die Suchmaschine Collections zugänglich.